# Jan Terlouw
Jan Cornelis Terlouw, né le 15 novembre 1931 à Kamperveen (Overijssel) et mort le 16 mai 2025 à Twello (province de Gueldre), est un universitaire, écrivain et homme politique néerlandais membre des Démocrates 66 (D66).

## Biographie

### Débuts rapides
Jan Terlouw rejoint les Démocrates 1966 (D'66) en janvier 1967. Il est élu au conseil municipal d'Utrecht en septembre 1970, puis député à la Seconde Chambre des États généraux le 28 avril 1971. Il devient chef politique et président du groupe parlementaire des D'66 deux ans plus tard, le 1er septembre 1973.
Chef de file du parti aux élections législatives de 1977, il obtient alors 145 000 voix et deux députés de plus que Hans van Mierlo au scrutin de 1972.
Aux élections du 26 mai 1981, les D'66 signent leur premier véritable succès en totalisant 961 000 suffrages et 17 parlementaires. C'est à l'époque leur record, et cela reste en 2017 le troisième meilleur résultat de cette formation à travers son histoire.

### Participation au gouvernement
Le 11 septembre 1981, Jan Terlouw est nommé à 49 ans vice-Premier ministre et ministre des Affaires économiques dans le deuxième cabinet du Premier ministre chrétien-démocrate Dries van Agt. Après la rupture de la coalition et la formation d'un gouvernement temporaire le 29 mai 1982, il est confirmé dans ses responsabilités.
Il renonce à la direction des Démocrates 1966 au soir des élections législatives anticipées du 8 septembre 1982, après que la formation a perdu les deux tiers de ses députés.

### Dernières années
Un temps retiré de la politique, Jan Terlouw est choisi le 1er novembre 1991 comme commissaire de la Reine dans la province de Gueldre. Il exerce ce poste pendant plus de cinq ans, étant relevé de ses fonctions le 1er décembre 1996.
Il est élu sénateur à la Première Chambre des États généraux le 27 mai 1999. Après un seul mandat de quatre ans, il met un terme définitif à sa carrière politique.

## Prix et distinctions
- 1972 : Gouden Griffel pour Koning van Katoren
- 1973 : Gouden Griffel pour Oorlogswinter
- 1974 : (international) « Honor List »[2], de l' IBBY, pour Oorlogswinter
- 1990 : Prix du jury des enfants néerlandais, de 13 à 16 ans pour De kunstrijder
- 2000 : Selection du jeune jury pour Eigen rechter

## Ouvrages
- 1970 Oom Willibrord
- 1970 Pjotr; vrijwillig verbannen naar Siberië
- 1971 Bij ons in Caddum
- 1971 Koning van Katoren ; traduction : Chevalier de l'impossible, éditions G. P. collection Super 1000, 1975.
- 1972 Oorlogswinter ; traduction : Michel, éditions G. P. collection Grand angle, 1976.
- 1973 Briefgeheim
- 1975 De nieuwe trapeze; een reeks originele verhalen en gedichten voor de basisschool'
- 1976 Oosterschelde; windkracht 10
- 1978 De derde kamer
- 1983 De kloof
- 1983 Naar zeventien zetels en terug; politiek dagboek; 9 maart 1981 - 5 november 1982
- 1986 Gevangenis met een open deur
- 1989 De kunstrijder
- 1993 De uitdaging en andere verhalen
- 1998 Eigen rechter
- 2005 Herfstdagboek